# Sainte-Marguerite-de-l'Autel

Sainte-Marguerite-de-l'Autel este o comună în departamentul Eure, Franța. În 1 ianuarie 2018 avea o populație de 572 de locuitori.